# Tube collecteur
Les tubes collecteurs ou canaux collecteurs, dits aussi de Bellini (1643-1704),  du rein acheminent l'urine de plusieurs néphrons vers les calices rénaux. Le tube collecteur est composé de 3 segments : le segment cortical, le segment médullaire externe et le segment médullaire interne.

## Situation et rapports

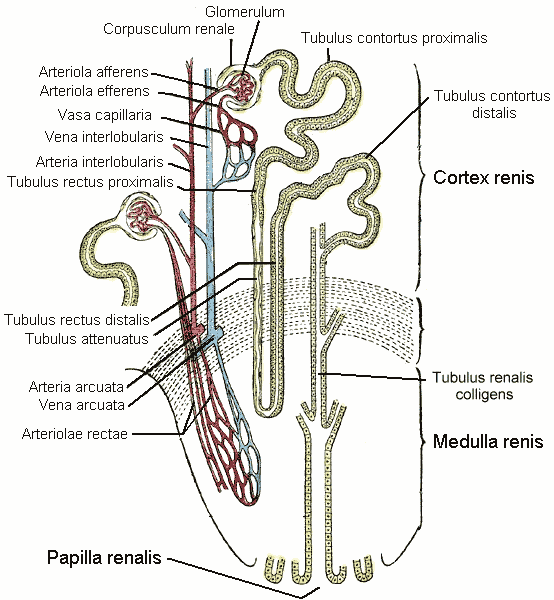
Situation du tube collecteur (tubulus renalis colligens) par rapport au néphron

Les tubes collecteurs sont localisés dans les pyramides de Ferrein (1693-1769). Chacun d'entre eux reçoit les tubes contournés distaux de 11 néphrons en moyenne. Ils descendent de façon rectiligne dans la médullaire rénale, augmentant progressivement de diamètre. Au niveau de la médullaire interne, ils fusionnent par groupes de huit pour former un canal papillaire.

## Structure histologique
La paroi du tube collecteur est faite d'un épithélium simple cubique.
Ces cellules peuvent avoir un aspect clair ou sombre. Les cellules claires, ou principales, sont les plus nombreuses, et les cellules sombres, ou intercalées, sont absentes des parties basses du tube.

### Types cellulaires
Le canal collecteur est principalement composé de 3 types de cellules :
- Les cellules principales
- Les cellules intercalaires A : elles acidifient l'urine en sécrétant des protons (H+) par des ATPase[1].
- Les cellules intercalaires B : elles alcalinisent l'urine en sécrétant des ions bicarbonates (HCO3−)[1].

## Endocrinologie
La vasopressine (appelée également hormone antidiurétique ou ADH) module la perméabilité à l'eau de l'épithélium de tubes collecteurs. C'est son seul site d'action. L'aldostérone via son action sur le récepteur des minéralocorticoïdes régule la réabsorption de sodium et l'excrétion de potassium au niveau des cellules épithéliales du tube collecteur distal.

## Embryologie
Le développement des tubes collecteurs du rein définitif débute lors de la 4e semaine de gestation par la formation du bourgeon urétéral, excroissance provenant de la paroi dorso-médiale du canal de Wolff. Ce bourgeon grandit en direction dorso-craniale et pénètre dans le blastème métanéphrogène (futur néphron), qui va former une coiffe autour de son extrémité. Cette extrémité se divise en deux branches, l'une craniale, l'autre caudale, qui donneront les grands calices. Chaque calice se divise ensuite à nouveau plusieurs fois, formant ainsi un arbre de tubes. Alors que les premiers de ces tubes fusionnent pour donner les petits calices du bassinet, les tubes de 5e ordre et les suivants deviennent les tubes collecteurs du rein adulte.
Les tubes collecteurs ne provenant pas du blastème métanéphrogène, ils ne peuvent pas embryologiquement être considérés comme faisant partie des néphrons.